# L'Effet papillon (film, 2004)
Pour les articles homonymes, voir Butterfly et Effet papillon (homonymie).
Série
L'Effet papillon 2
(2006)
Pour plus de détails, voir Fiche technique et Distribution.
L'Effet papillon (The Butterfly Effect) est un film américano-canadien réalisé par Eric Bress et J. Mackye Gruber et sorti en 2004.

## Synopsis
Tout petit, Evan Treborn fait la rencontre de Kayleigh Miller, peu avant que ses parents ne se séparent. Après cette rencontre, pour rester auprès de lui, Kayleigh choisit d'emménager avec son frère Tommy chez son père. Par la suite, Evan devient ami avec Lenny Kagan. Il commence à avoir des problèmes de mémoire pendant lesquels des évènements graves se produisent. Le premier a lieu à l'école primaire où, la maîtresse demandant aux élèves de dessiner ce qu'ils veulent faire plus tard, il se représente comme le meurtrier de deux personnes. Après une consultation médicale, Evan doit tenir un journal afin de garder le fil de ses souvenirs. Cela ne l'empêchera pas de continuer à avoir des pertes de mémoire : quand il tient un couteau devant sa mère, quand il se retrouve nu avec Kayleigh dans la cave et devant la caméra du père de celle ci sous le regard complaisant de Tommy, alors que l'instant d'avant ils allaient tourner un film sur Robin des bois dans le jardin, ou encore lors d'une visite à l'hôpital psychiatrique où est détenu son père, enfermé dans un asile depuis qu'il a tenté de tuer Evan au berceau et qui essaiera à nouveau d'étrangler son fils qui, expérimentant un nouveau trou de mémoire, ne comprend pas la raison de cet accès de violence. Le père d'Evan sera toutefois tué par un des surveillants d'un coup à la tête.
À 15 ans, Evan a une nouvelle perte de mémoire alors que lui et ses amis jouaient avec un bâton de dynamite trouvé dans la cave du père de Keyleigh, l'ayant placé dans une boîte aux lettres, sans qu'Evan ne puisse se souvenir clairement comment cette mauvaise farce s'est terminée, d'autant plus que que ses amis refusent d'aborder le sujet. Par la suite, Evan révèle ses sentiments à Kayleigh, provoquant la fureur de son frère Tommy, qui a développé une jalousie maladive pour sa sœur car elle représente à ses yeux la seule personne capable de le comprendre. Tommy devient de plus en plus violent, menaçant Evan de mort. Il ira même jusqu'à commettre un acte d'une extrême cruauté en faisant brûler vif le chien d'Evan, Croquette, frappant aussi violemment ses camarades, ce qui le mène en maison de correction.
Les années passent sans qu'Evan n'ait de nouvelle perte de mémoire, il devient un brillant étudiant et travaille sur la mémoire. En relisant un de ses cahiers, il revit l'un de ses trous de mémoire et découvre ce qu'il s'y est passé. Pour vérifier la véracité de cette vision, il cherche à retrouver ses anciens amis. Il reverra Lenny, qui est devenu maquettiste bien qu'il soit traumatisé à vie, mais également son ex, Kayleigh. Ses questions rouvriront les blessures du passé dont elle ne s'est jamais remise, ce qui la mènera au suicide.
Evan comprend qu'en plus de pouvoir revivre ses souvenirs, il a la capacité de revenir dans le passé et de modifier ainsi les événements, revenant au moment de ses « sauts » de mémoire. Il tente de changer le sort de Kayleigh, revenant au moment où ils étaient dans la cave pour menacer le père afin qu'il n'abuse plus sexuellement de sa fille, l'amenant à une nouvelle temporalité où il vit une parfaite vie d'étudiant aux côtés de Kayleigh avec qui il file le parfait amour, non sans un douloureux mal de tête après le saut, qui se reproduira à chaque fois que des changements auront été effectués dans le passé et correspondant à une reconfiguration neuronale remplaçant des souvenirs de l'ancienne temporalité par ceux de la nouvelle. Mais ces changements ont à chaque fois des impacts énormes et imprévus sur ce que lui et ses amis deviennent par la suite. Tommy est devenu plus violent, et Evan est forcé de le tuer pour se défendre, ce qui l'envoie en prison et brise sa relation avec Kayleigh.
Evan, qui a réussi à obtenir un exemplaire de son journal par sa mère et rallié son co-détenu très croyant à sa cause en s'infligeant rétroactivement des cicatrices lors d'un saut à l'école primaire, où il a effectué le dessin (qui le représente en prison tuant deux autres détenus), revient en arrière dans le temps pour sauver son chien, donnant un bout de métal à Lenny afin qu'il coupe la corde retenant Croquette dans le sac dans lequel Tommy l'a mis en vue de le faire brûler. Il réussit à raisonner Tommy en lui disant qu'il ne s'approchera plus de sa sœur, l'amenant à libérer Croquette, mais Lenny tue alors Tommy avec le bout de métal, ce qui le conduit à être transféré dans un hôpital psychiatrique. Revenu au présent, Evan lui rend visite et Lenny lui dit que puisqu'il savait ce qui allait se passer à ce moment-là, c'est lui qui devrait être à sa place et connaître son calvaire. Kayleigh, quant à elle, est devenue une prostituée toxicomane.
Comprenant que ses capacités sont héréditaires, Evan retourne au moment de son entrevue avec son père. Ce dernier le supplie de renoncer à essayer de changer les choses, en lui annonçant que chaque tentative ne fera qu'empirer la situation. C'est donc devant le refus de son fils que le père tente de l'étrangler afin de mettre fin au cycle, se faisant finalement abattre par un garde. 
La nouvelle tentative d'Evan de réparer les choses semble réussir, mais c'est au prix de ses bras qu'il perd en sauvant la vie de la mère et de l'enfant tués par Tommy avec le bâton de dynamite dans la boîte aux lettres. Il voit aussi que sa tentative, bien qu'elle ait rendu Tommy bon et religieux, a jeté Kayleigh dans les bras de Lenny et que sa mère, désespérée par le handicap de son fils, s'est mise à beaucoup fumer, contractant un cancer du poumon.
Ne pouvant revenir à l'épisode du bâton de dynamite, car ne l'ayant jamais pu l'écrire, Evan revient au moment où il était avec Kayleigh dans la cave alors que leur père allait leur faire tourner un film pédopornographique. Il retrouve le bâton de dynamite et, s'apprêtant à le jeter allumé dans la cheminé après avoir menacé le père de renoncer à ses attouchements, ce dernier s'interpose, et le bâton allumé roule aux pieds de Kayleigh qui le ramasse, provoquant sa mort et l'envoi d'Evan dans un hôpital psychiatrique pour le restant de ses jours, une temporalité où il n'a jamais pu tenir de journal intime, le bloquant en théorie dans l'itération temporelle présente.
Emprisonné, il arrive à se procurer le film d'anniversaire du jour où il a rencontré Kayleigh. En le visionnant, il revient ce jour-là et se comporte de façon abjecte avec son amie, en lui disant qu'il la déteste et qu'il ne veut plus jamais la revoir, la poussant à partir vivre avec sa mère au moment de la séparation, lui sauvant la vie, celle de son frère, de son entourage et son propre futur au prix de son amour.
Evan se réveille dans un dortoir d’université, où Lenny est son colocataire. En guise de test, il demande où est Kayleigh, mais Lenny ne la connaît pas. Satisfait que l’avenir de ses amis soit assuré, Evan brûle ses journaux et ses vidéos pour éviter de modifier à nouveau la chronologie. Huit ans plus tard, à New York, il croise le regard de Kayleigh dans une rue. L'ancien couple hésite sur la conduite à tenir après un premier regard échangé, ne sachant trop comment réagir. Puis chacun reprend sa route.

## Fiche technique
- Titre original : The Butterfly Effect
- Titre français : L'Effet papillon
- Réalisation : Eric Bress, J. Mackye Gruber
- Scénario : Eric Bress, J. Mackye Gruber
- Musique : Michael Suby
- Décors : Douglas Higgins
- Photographie : Matthew F. Leonetti
- Montage : Peter Amundson
- Production : Ashton Kutcher, Anthony Rhulen, Chris Bender, J.C. Spink, A.J. Dix, Toby Emmerich
- Société de distribution : New Line Cinema
- Budget : 13 000 000 $
- Pays de production :  États-Unis,  Canada
- Langue originale : anglais
- Format[2] : couleur (DeLuxe) - 35 mm - 1,85:1 (Panavision) - son DTS | Dolby Digital | SDDS
- Genres : Drame, science-fiction et thriller
- Durée : 113 minutes, 120 minutes (version director's cut)
- Dates de sortie[3] :
  - États-Unis : 17 janvier 2004 (Festival du film de Sundance) ; 23 janvier 2004 (sortie nationale)
  - Canada, Québec[4] : 23 janvier 2004
  - France : 10 mars 2004
  - Belgique : 20 mars 2004 (Festival international du film fantastique de Bruxelles) ; 21 avril 2004 (sortie nationale)
- Classification[5] :
  - États-Unis : interdit aux moins de 17 ans (R – Restricted) [Note 1]
  - Canada : les enfants de moins de 14 ans doivent être accompagnées d'un adulte (14A - 14 Accompaniment)
  -  Canada (Alberta / Manitoba) : Les personnes de moins de 18 ans doivent être accompagnées d'un adulte (18A - 18 Accompaniment).
  - Québec : 13 ans et plus (13+ / 13 years and over)
  -  France : interdit aux moins de 12 ans (CCOC)[6],[Note 2].

## Distribution
- Ashton Kutcher (VF : Damien Boisseau ; VQ : Nicolas Charbonneaux-Collombet) : Evan Treborn
- Amy Smart (VF : Laura Préjean ; VQ : Catherine Proulx-Lemay) : Kayleigh Miller
- Melora Walters (VF : Catherine Davenier ; VQ : Hélène Mondoux) : Andrea Treborn
- Elden Henson (VF : Christophe Lemoine ; VQ : Hugolin Chevrette-Landesque) : Lenny Kagan
- William Lee Scott (VF : Yann Peira ; VQ : Martin Watier) : Tommy Miller
- John Patrick Amedori (VQ : Émile Mailhiot) : Evan Treborn à 13 ans
- Irene Gorovaia (en) : Kayleigh Miller à 13 ans
- Kevin Schmidt (VF : Kévin Sommier) : Lenny à 13 ans
- Jesse James (VF : Charles Pestel ; VQ : Xavier Dolan) : Tommy Miller à 13 ans
- Logan Lerman (VF : Jules Sitruk ; VQ : François-Nicolas Dolan) : Evan Treborn à 7 ans
- Sarah Widdows : Kayleigh Miller à 7 ans
- Jake Kaese : Lenny Kagan à 7 ans
- Cameron Bright (VQ : Léo Caron) : Tommy Miller à 7 ans
- Eric Stoltz (VF : Jean-François Vlérick ; VQ : Daniel Picard) : M. George Miller
- Callum Keith Rennie (VF : Michel Vigné ; VQ : Michel M. Lapointe) : Jason Treborn
- Lorena Gale (VF : Michèle Bardollet) : Mme Boswell
- Nathaniel DeVeaux (VF : Saïd Amadis ; VQ : James Hyndman) : Dr Redfield
- Ethan Suplee (VF : Daniel Lafourcade ; VQ : Stéphane Rivard) : Thumper
- John B. Lowe (VF : Michel Prud'homme ; VQ : Luis de Cespedes) : le professeur Carter
- Tara Wilson : Heidi
- Camille Sullivan : Cricket
- Jesse Hutch : Spencer
- Jacqueline Stewart : Gwen
- Grant Thompson (VF : Jérémy Bardeau) : Hunter
- Douglas Arthurs : Karl
- Kevin Durand (VF : Thierry Mercier) : Carlos
- Paul Lazenby : Rick
- John Tierney (VF : Sylvain Clément) : le prêtre
- Magda Apanowicz : la jeune fille au style punk

Source et légende : version française (VF) sur Voxofilm et version québécoise (VQ) sur Doublage.qc.ca.

## Accueil

### Accueil critique
Le film est mal accueilli par la critique aux États-Unis, ne recueillant que 33 % de critiques favorables, avec une note moyenne de 4,8/10 et sur la base de 172 critiques collectées, sur le site internet Rotten Tomatoes. Il a été mieux reçu en France avec une note de 3,5 sur 5 proposé par le site Allociné à partir de l'interprétation des critiques de presse collectées.

### Box office
Le film a connu le succès commercial, rapportant 96 060 858 $ dans le monde entier, dont 57 938 693 $ aux États-Unis. Il a attiré dans les salles de cinéma 626 943 spectateurs en France, 319 205 au Québec et 97 539 en Belgique.

## Distinctions
Entre 2004 et 2005, L'Effet papillon a été sélectionné dix fois dans diverses catégories et a remporté une récompense,.

### Récompenses
- Festival international du film fantastique de Bruxelles 2004 : Pégase - Prix du public décerné à Eric Bress et J. Mackye Gruber

### Nominations
- NRJ Ciné Awards 2004 : Meilleure "fin qui tue"[14]
- Golden Trailer Awards 2004 : Prix de la Toison d'or
- Teen Choice Awards 2004 : Meilleur film de thriller
- Golden Schmoes Awards 2004 :
  - Film le plus sous-estimé de l'année
  - Film le plus trippant de l'année
  - Meilleur film de science-fiction de l'année
  - Plus grande surprise de l'année
- Saturn Awards 2005 : Meilleur film de science-fiction
- Prix des Écrivains de science-fiction et de fantaisie d'Amérique 2005 : Meilleur scénario pour Eric Bress et J. Mackye Gruber

## Versiondirector's cut
La version director's cut, disponible sur le DVD du film, inclut plusieurs changements par rapport à la version cinéma, notamment une fin alternative,.
- Evan découvre que son grand-père avait le même don que lui, et a aussi été considéré comme fou, comme son père.
- Evan et sa mère vont consulter une voyante. Cette dernière est horrifiée à l'idée de découvrir qu'Evan « n'a pas d’aura, pas d’âme » et qu’« il ne devrait pas être ici ».
- Dans la scène suivante, la mère d'Evan, sous le choc, lui confesse qu'elle a eu deux fausses couches avant lui, et qu'elle a toujours considéré sa venue au monde comme un miracle.
- Une scène de prison où les détenus viennent le violer pendant la nuit.
- Une scène de prison où les détenus lisent publiquement le journal intime d'Evan pour se moquer de lui.
- La scène de l'hôpital où Evan rend visite à sa mère malade est étendue.

Alors que dans la version cinéma, Evan revient au moment de sa première rencontre avec Kayleigh et la menace violemment de mort pour être sûr qu'elle ne reste pas vivre chez son père pour lui, avant de la recroiser des années plus tard retrouve Evan et Kayleigh devenus adultes se croisant dans une rue de New York au milieu de la foule et, selon la version — il y a trois variations de cette fin —, soit ils s'évitent (la fin officielle vue en salles), soit Evan suit Kayleigh, soit ils se parlent.
Dans la director's cut il choisit de revenir juste avant sa naissance, dans le ventre de sa mère, et enroule le cordon ombilical autour de son cou, se suicidant avant de venir au monde et sauve ainsi tous les êtres qui lui sont chers. Le dialogue avec la voyante et la confession de sa mère sur les deux fausses couches qu'elle a eues sont inclus en off pendant qu'Evan se laisse mourir, et sous-entendent qu'il n'est pas le premier enfant de sa mère à être doté de ce pouvoir et à avoir fait ce sacrifice de renoncer à exister. Le film revient ensuite sur la vie heureuse des amis d'Evan, se concluant sur le mariage de Kayleigh et Lenny.

## Suites
L'Effet papillon 2, réalisé par John R. Leonetti, sort directement en vidéo en 2006. Il ne possède que très peu de liens avec le premier film hormis un journal faisant mention du père d'Evan.
L'Effet papillon 3 de Seth Grossman sort lui aussi en vidéo en 2009.